# Diaphus malayanus
Diaphus malayanus és una espècie de peix de la família dels mictòfids i de l'ordre dels mictofiformes.

## Morfologia
- Els mascles poden assolir 4,5 cm de longitud total.[4]

## Hàbitat
És un peix marí i d'aigües profundes que viu entre 1000-2000 m de fondària.

## Distribució geogràfica
Es troba al Japó, des del Mar de la Xina Meridional fins a Austràlia i Nova Zelanda. També és present a l'Índic.